# Keswick, Ontario
Keswick är en stadsdel i staden Georgina i den kanadensiska provinsen Ontario och ingår i staden Torontos storstadsområde. Stadsdelen var först en by i kommunen North Gwillimbury Township och hette då Medina men 1971 slog man ihop North Gwillimbury Township och Village of Sutton med en annan kommun, Georgina Township, och då fick byn namnet Keswick. 1986 blev Georgina Township en stad och Keswick blev då en stadsdel i Georgina.
Tätorten (population centre) Keswick - Elmhurst Beach breder sig ut över 16,56 kvadratkilometer (km2) stor yta och hade en folkmängd på 27 145 personer vid den nationella folkräkningen 2021.